# Churchita-(Y)
La churchita-(Y) és un mineral de la classe dels fosfats, que pertany al supergrup del guix. Rep el nom en honor d'Arthur Herbert Church (Londres, 2 de juny de 1834 – Shelsley, Kew Gardens, Anglaterra, 31 de maig de 1915).

## Característiques
La churchita-(Y) és un fosfat de fórmula química Y(PO₄)(H₂O)₂. Cristal·litza en el sistema monoclínic. La seva duresa a l'escala de Mohs és 3. És un mineral isostructural del guix.
Segons la classificació de Nickel-Strunz, la churchita-(Y) pertany a «02.CJ: Fosfats sense anions addicionals, amb H₂O, només amb cations de mida gran» juntament amb els següents minerals: estercorita, mundrabil·laïta, swaknoïta, nabafita, nastrofita, haidingerita, vladimirita, ferrarisita, machatschkiïta, faunouxita, rauenthalita, brockita, grayita, rabdofana-(Ce), rabdofana-(La), rabdofana-(Nd), tristramita, smirnovskita, ardealita, brushita, farmacolita, churchita-(Nd), mcnearita, dorfmanita, sincosita, bariosincosita, catalanoïta, guerinita i ningyoïta.
L'exemplar que va servir per a determinar l'espècie, el que es coneix com a material tipus, es troba conservat al Museu d'Història Natural de Londres (Anglaterra).

## Formació i jaciments
Va ser descoberta ala mina Maffei, situada a la localitat alemanya de Nitzlbuch, a Amberg-Sulzbach (Alt Palatinat, Baviera). Tot i tractar-se d'una espècie no gaire habitual ha estat descrita en tots els continents del planeta a excepció de l'Antàrtida.